# Salacia oblongifolia
Salacia oblongifolia är en benvedsväxtart som beskrevs av Bl. Salacia oblongifolia ingår i släktet Salacia och familjen Celastraceae. Inga underarter finns listade.